# Dombai Ulgeni
Dombai Ulgeni (gruz. დომბაი ულგენი; ros. Домбай-Ульген, Dombaj-Ulgien) – szczyt w pasmie Kaukazu, na granicy Gruzji (Abchazja) i Rosji (Karaczajo-Czerkiesja). Jest to najwyższy szczyt nieuznawanej republiki Abchazji.
Po stronie rosyjskiej znajduje się Teberdyński Park Narodowy.